# Olympische Sommerspiele 1924/Leichtathletik – Dreisprung (Männer)

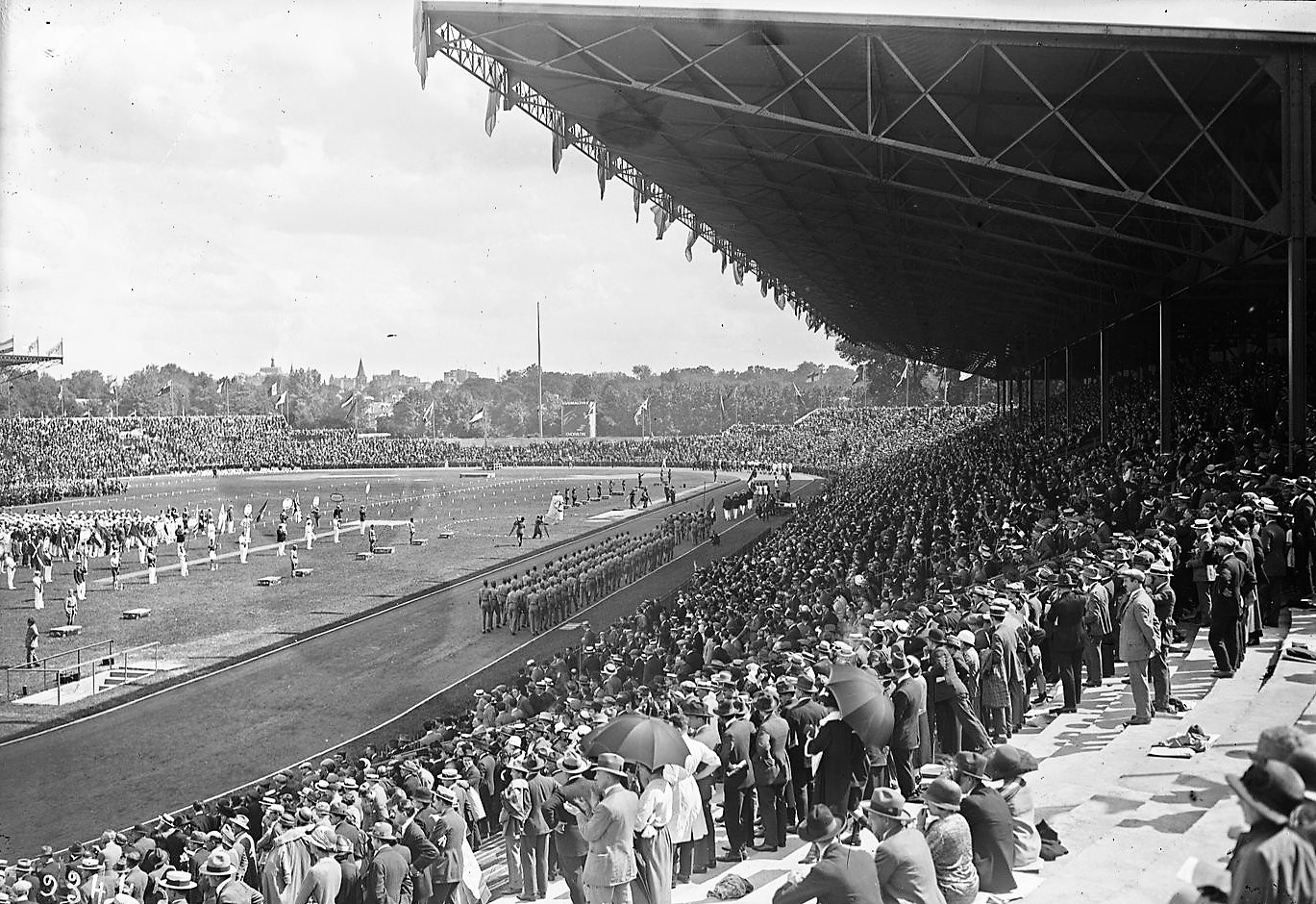
Das Olympiastadion während der Eröffnungszeremonie

Der Dreisprung der Männer bei den Olympischen Spielen 1924 in Paris wurde am 12. Juli 1924 ausgetragen. Zwanzig Athleten nahmen daran teil.
Olympiasieger wurde der Australier Nick Winter, der einen neuen Weltrekord erzielte. Die Silbermedaille gewann der Argentinier Luis Brunetto, Bronze ging an den Finnen Vilho Tuulos.

## Rekorde

### Bestehende Rekorde
| Weltrekord         | 15,52 m | Dan Ahearn ( USA)             | New York, USA             | 30. Mai 1911  |
| Olympischer Rekord | 14,92 m | Tim Ahearne ( Großbritannien) | OS London, Großbritannien | 25. Juli 1908 |

Die beiden Springer Dan Ahearn und Tim Ahearne waren Brüder irischer Herkunft. Dan wanderte 1909 in die USA aus und strich das „e“ in seinem Nachnamen. Tim folgte seinem Bruder später, ohne jedoch die Schreibweise seines Namens zu ändern. Beide Athleten waren für die Stockholmer Spiele von 1912 nicht startberechtigt, weil ihnen die US-amerikanische Staatsbürgerschaft noch nicht erteilt worden war.

### Rekordverbesserungen
- Schon in der Qualifikation gab es einen neuen olympischen Rekord:
  - 15,425 m – Luis Brunetto, Argentinien
- Im Finale wurde auch der Weltrekord verbessert, jedoch nach einer Korrektur der Weitenangabe auf volle Zentimeter egalisiert:
  - 15,525 m – Nick Winter, Australien

## Durchführung des Wettbewerbs
Die Athleten hatten am 12. Juli eine Qualifikationsrunde in zwei Gruppen zu springen. Die aus beiden Qualifikationsgruppen sechs besten Sportler – hellblau unterlegt – qualifizierten sich für das Finale, das am gleichen Tag stattfand. Dabei gingen die im Vorkampf erzielten Weiten mit in das Endresultat ein.

## Qualifikation

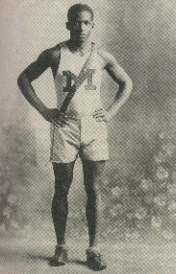
William DeHart Hubbard, Olympiasieger im Weitsprung, gelang in Qualifikationsgruppe 1 kein gültiger Versuch

Datum: 12. Juli 1924

### Gruppe 1
| Platz | Name                   | Nation         | Weite    | Anmerkung |
| ----- | ---------------------- | -------------- | -------- | --------- |
| 1     | Luis Brunetto          | Argentinien    | 15,425 m | OR        |
| 2     | Väinö Rainio           | Finnland       | 14,940 m |           |
| 3     | Oda Mikio              | Japan          | 14,350 m |           |
| 4     | Earle Wilson           | USA            | 14,235 m |           |
| 5     | Ivar Sahlin            | Schweden       | 14,160 m |           |
| 6     | Willem Peters          | Niederlande    | 13,860 m |           |
| 7     | Philip MacDonald       | Kanada         | 13,330 m |           |
| 8     | Harold Langley         | Großbritannien | 12,740 m |           |
| 9     | Kiril Petrunow         | Bulgarien      | 12,015 m |           |
| NM    | William DeHart Hubbard | USA            | ogV      |           |
| NM    | André Clayeux          | Frankreich     | ogV      |           |

### Gruppe 2

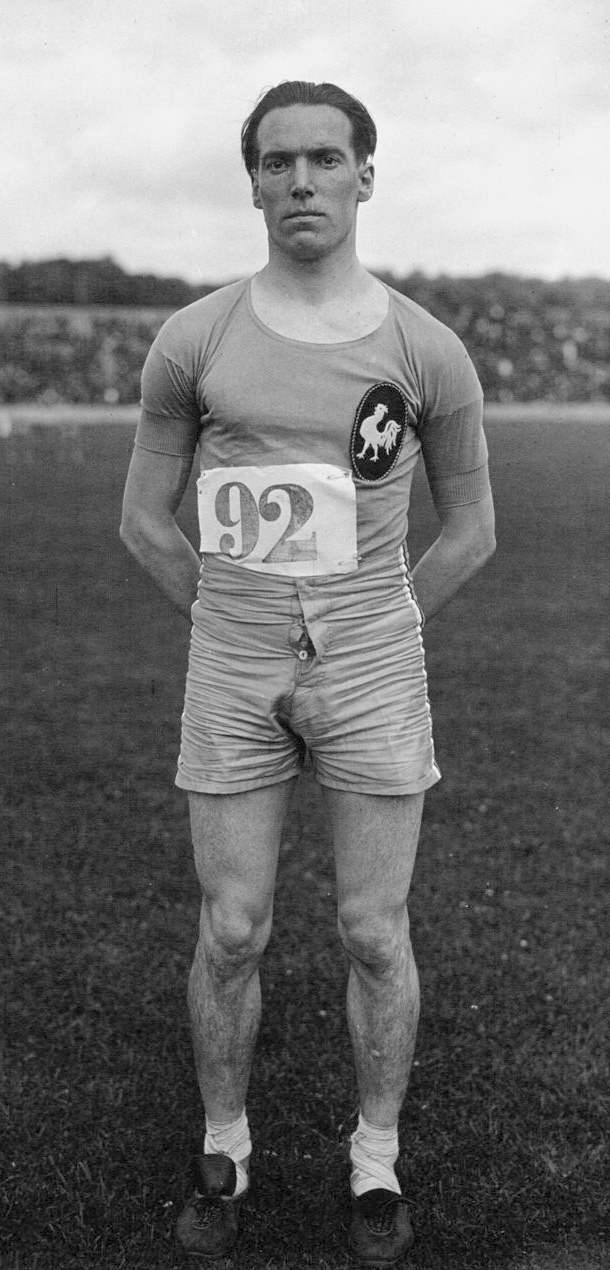
Louis Wilhelme – ausgeschieden mit 12,660 m in Qualifikationsgruppe 2

| Platz | Name           | Nation             | Weite    | Anmerkung |
| ----- | -------------- | ------------------ | -------- | --------- |
| 1     | Nick Winter    | Australien         | 15,180 m |           |
| 2     | Folke Jansson  | Schweden           | 14,970 m |           |
| 3     | Vilho Tuulos   | Finnland           | 14,840 m |           |
| 4     | Merwin Graham  | USA                | 14,000 m |           |
| 5     | John O’Connor  | Irischer Freistaat | 13,990 m |           |
| 6     | John Odde      | Großbritannien     | 13,400 m |           |
| 7     | Jack Higginson | Großbritannien     | 13,340 m |           |
| 8     | Russ Sheppard  | Kanada             | 12,720 m |           |
| 9     | Louis Wilhelme | Frankreich         | 12,660 m |           |

## Finale
Datum: 12. Juli 1924
|       |               |             |             | Qualifikation               | Qualifikation               | Qualifikation               | Finale                                         | Finale                                         | Finale                                         |
| Platz | Name          | Nation      | Resultat    | 1. Versuch (m)              | 2. Versuch (m)              | 3. Versuch (m)              | 4. Versuch (m)                                 | 5. Versuch (m)                                 | 6. Versuch (m)                                 |
| ----- | ------------- | ----------- | ----------- | --------------------------- | --------------------------- | --------------------------- | ---------------------------------------------- | ---------------------------------------------- | ---------------------------------------------- |
| 1     | Nick Winter   | Australien  | 15,525 m WR | x                           | 15,180                      | x                           | 15,130                                         | x                                              | 15,525                                         |
| 2     | Luis Brunetto | Argentinien | 15,425 m    | 15,425                      | 14,800                      | 15,200                      | 14,780                                         | k. A.                                          | k. A.                                          |
| 3     | Vilho Tuulos  | Finnland    | 15,370 m    | Qualifikationsweite: 14,840 | Qualifikationsweite: 14,840 | Qualifikationsweite: 14,840 | Finalweite: 15,370                             | Finalweite: 15,370                             | Finalweite: 15,370                             |
| 4     | Väinö Rainio  | Finnland    | 15,010 m    | Qualifikationsweite: 14,940 | Qualifikationsweite: 14,940 | Qualifikationsweite: 14,940 | Finalweite: 15,010                             | Finalweite: 15,010                             | Finalweite: 15,010                             |
| 5     | Folke Jansson | Schweden    | 14,970 m    | Qualifikationsweite: 14,970 | Qualifikationsweite: 14,970 | Qualifikationsweite: 14,970 | Finalweite:000000 keine Verbesserung im Finale | Finalweite:000000 keine Verbesserung im Finale | Finalweite:000000 keine Verbesserung im Finale |
| 6     | Oda Mikio     | Japan       | 14,350 m    | Qualifikationsweite: 14,350 | Qualifikationsweite: 14,350 | Qualifikationsweite: 14,350 | Finalweite:000000 keine Verbesserung im Finale | Finalweite:000000 keine Verbesserung im Finale | Finalweite:000000 keine Verbesserung im Finale |

Topfavorit war der Olympiasieger von 1920 Vilho Tuulos aus Finnland, der vor den Olympischen Spielen mit 15,48 m die zweitbeste je gesprungene Weite erzielt hatte.
Die beste Qualifikationsweite erreichte der Argentinier Luis Brunetto mit 15,425 m, der damit den Olympiarekord um gleich einen halben Meter verbesserte. Das Finale entwickelte sich zu einem Wettbewerb besonderer Klasse. Drei weitere Springer meisterten die 15-Meter-Marke. Tuulos sprang mit 15,37 m genau 87 Zentimeter weiter als bei seinem Olympiasieg vor vier Jahren und gewann doch „nur“ Bronze. Die Goldmedaille ging an den überraschend starken Nick Winter, der im letzten Versuch mit 15,525 m einen neuen Weltrekord erzielte und damit Brunetto auf den zweiten Platz verdrängte.
Winter sprang zum ersten australischen Sieg im Dreisprung.
Luis Brunetto errang die erste Medaille Argentiniens in der Leichtathletik. Die argentinische Polomannschaft gewann ebenfalls an diesem 12. Juli die Goldmedaille, sodass es die beiden ersten argentinischen Medaillen bei Olympischen Spielen am selben Tag gab.

## Endergebnis
| Platz | Name                   | Nation             | Resultat    |
| ----- | ---------------------- | ------------------ | ----------- |
| 01    | Nick Winter            | Australien         | 15,525 m WR |
| 02    | Luis Brunetto          | Argentinien        | 15,425 m    |
| 03    | Vilho Tuulos           | Finnland           | 15,370 m    |
| 04    | Väinö Rainio           | Finnland           | 15,010 m    |
| 05    | Folke Jansson          | Schweden           | 14,970 m    |
| 06    | Oda Mikio              | Japan              | 14,350 m    |
| 07    | Earle Wilson           | USA                | 14,235 m    |
| 08    | Ivar Sahlin            | Schweden           | 14,160 m    |
| 09    | Merwin Graham          | USA                | 14,000 m    |
| 10    | John O’Connor          | Irischer Freistaat | 13,990 m    |
| 11    | Willem Peters          | Niederlande        | 13,860 m    |
| 12    | John Odde              | Großbritannien     | 13,400 m    |
| 13    | Jack Higginson         | Großbritannien     | 13,340 m    |
| 14    | Philip MacDonald       | Kanada             | 13,330 m    |
| 15    | Harold Langley         | Großbritannien     | 12,740 m    |
| 16    | Russ Sheppard          | Kanada             | 12,720 m    |
| 17    | Louis Wilhelme         | Frankreich         | 12,660 m    |
| 18    | Kiril Petrunow         | Bulgarien          | 12,015 m    |
| NM    | William DeHart Hubbard | USA                | ogV         |
| NM    | André Clayeux          | Frankreich         | ogV         |

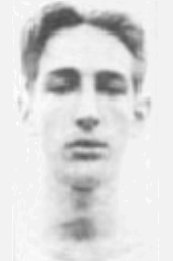
Luis Brunetto gewann die Silbermedaille

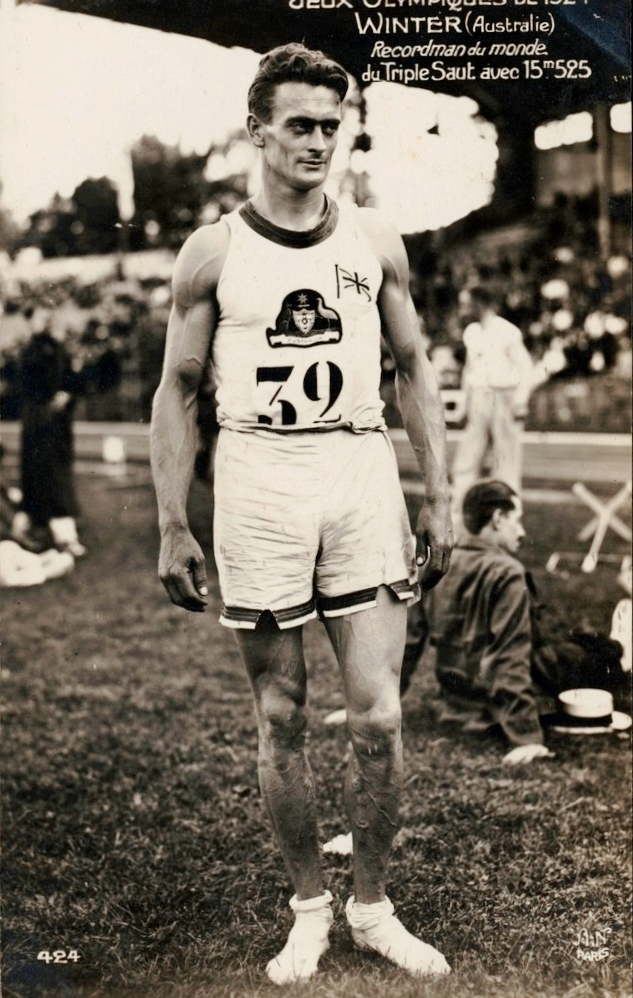
Olympiasieger Nick Winter

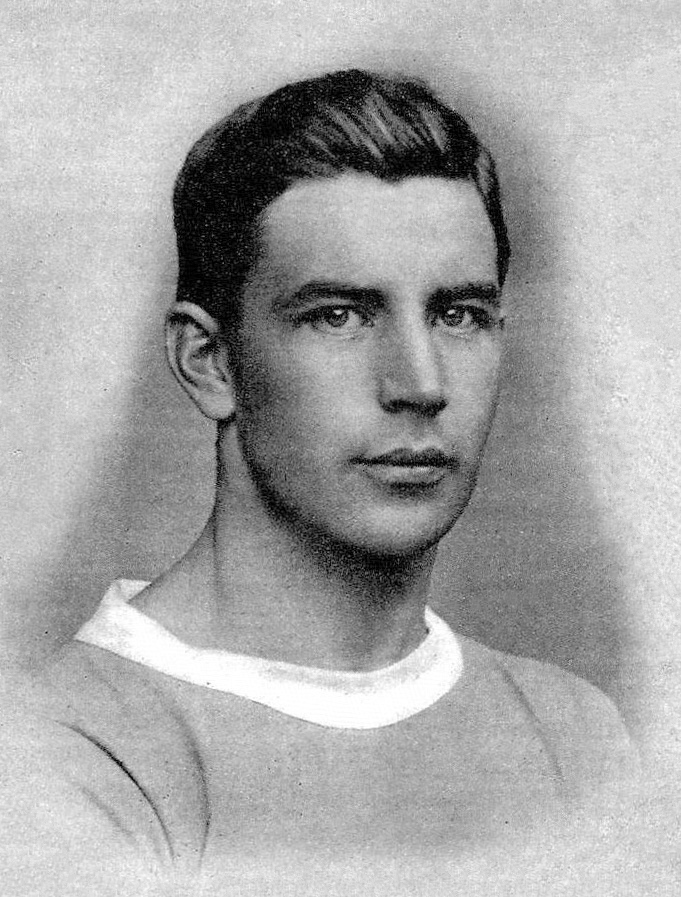
Für den Olympiasieger von 1920 Vilho Tuulos gab es diesmal Bronze
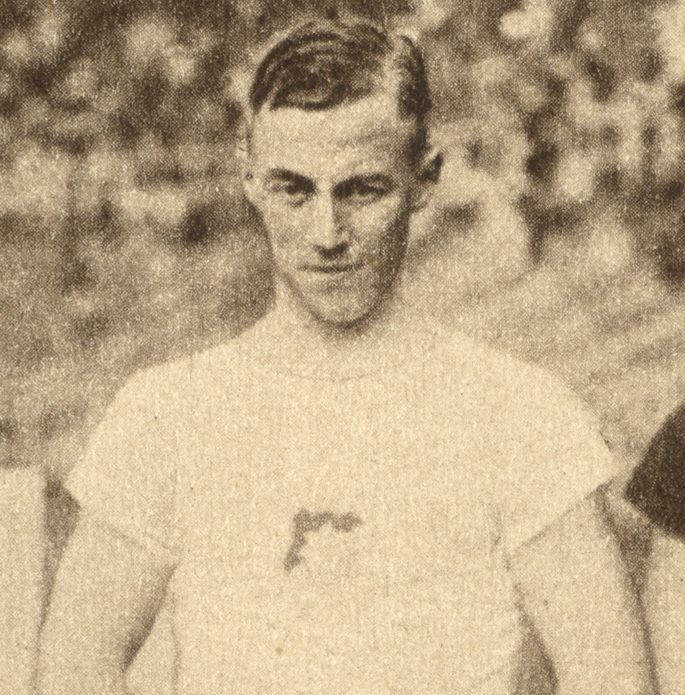
Folke Jansson belegte Platz fünf
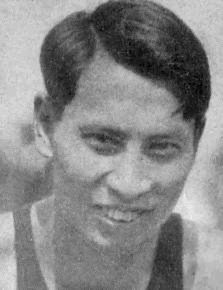
Oda Mikio wurde Sechster